# Cristóbal de Soria
Cristóbal de Soria (fl. 1515-1537) fue un cantor del siglo XVI, maestro de capilla de la Catedral de Tarazona entre hacia 1515 y 1517.: 165–166 

## Vida
Es muy poca la información que se tiene de Cristóbal de Soria. Nació cerca de Tarazona, ya que en la catedral se conserva una nota que dice «su tierra está a una jornada de aquí», posiblemente no lejos de la ciudad de Soria.
En enero de 1516 se tiene la primera mención del maestro en la Catedral de Tarazona: «atendido que el dicho mosén Cristóbal es persona suficiente para el tal cargo [de maestro de capilla], que el año pasado había estado por muy poco salario y que merecía más, la asignaron DCCC sueldos de salario.» Es el primer maestro de capilla de la Catedral de Tarazona del que se tienen noticias. Allí era responsable de «tener escuela abierta para todos los que quisieren aprender canto con él».: 165–166  Posiblemente hacia 1517 se trasladara a Zaragoza, ya que el 14 de mayo de 1518 el Cabildo de Tarazona manifestaba «que el año pasado habían tomado por maestro de coro a García Basurto, cantor».: 127 
En La Seo existe una noticia de 1518 de un tal «mosén Cristóbal, cantor del señor arzobispo» como padrino de un bautizo, que se supone la misma persona que el maestro de Tarzona por otros documentos posteriores que se refieren a «mosén Cristóbal de Soria, clérigo, cantor de la capilla del Señor Arzobispo de Zaragoza». Permaneció en la capilla hasta la desaparición de esta en 1530, tras la muerte del arzobispo Juan de Aragón. Posteriormente, en 1532 y 1537 aparece como cantor de la capilla de La Seo.: 16 y 165-166 
Existe una mención a un Cristóbal de Soria en 1552 en las actas capitulares de la Catedral de Jaén: «Que el distribuidor dé a Cristóbal de Soria, tiple, dos ducados», pero no hay certeza de que se trate del mismo cantor.